# Emery (Dakota del Sud)
Emery és una població dels Estats Units a l'estat de Dakota del Sud. Segons el cens del 2000 tenia 439 habitants.

## Demografia
Segons el cens del 2000, Emery tenia 439 habitants, 195 habitatges, i 123 famílies. La densitat de població era de 484,3 habitants per km².
Dels 195 habitatges en un 27,7% hi vivien nens de menys de 18 anys, en un 55,9% hi vivien parelles casades, en un 5,6% dones solteres, i en un 36,9% no eren unitats familiars. En el 34,9% dels habitatges hi vivien persones soles el 25,6% de les quals corresponia a persones de 65 anys o més que vivien soles. El nombre mitjà de persones vivint en cada habitatge era de 2,25 i el nombre mitjà de persones que vivien en cada família era de 2,95.
Per edats la població es repartia de la següent manera: un 26,4% tenia menys de 18 anys, un 4,8% entre 18 i 24, un 23,5% entre 25 i 44, un 18,5% de 45 a 60 i un 26,9% 65 anys o més.
L'edat mediana era de 42 anys. Per cada 100 dones de 18 o més anys hi havia 81,5 homes.
La renda mediana per habitatge era de 28.958 $ i la renda mediana per família de 35.313 $. Els homes tenien una renda mediana de 27.875 $ mentre que les dones 16.094 $. La renda per capita de la població era de 17.324 $. Entorn del 3,8% de les famílies i el 5,2% de la població estaven per davall del llindar de pobresa.

## Poblacions més properes
El següent diagrama mostra les poblacions més properes.